# Cerchiara di Calabria
Cerchiara di Calabria è un comune italiano di 2 105 abitanti della provincia di Cosenza, situato nel Parco nazionale del Pollino, con un'estensione territoriale che comprende il monte Sellaro a quota 1.439 m s.l.m. e, soprattutto, la cima della Serra Dolcedorme (2.267 m s.l.m.), il monte più alto della Calabria, che condivide con il comune di Castrovillari.

## Geografia fisica
Sviluppatosi su una collina digradante in direzione del golfo di Taranto dal massiccio del Pollino, il territorio Cerchiara di Calabria è profondamente marcato dalla presenza del torrente Caldanello e dal suo alveo caratterizzato da profonde gole.
Del territorio comunale cerchiarese fa parte una porzione della Riserva naturale Gole del Raganello nonché la cima del monte Sparviere (m 1713) che condivide con il comune lucano di Terranova di Pollino (PZ). Il territorio è compreso tra 8 e 2267 metri s.l.m., con un'escursione altimetrica (ossia differenza tra altitudine massima e altitudine minima) di 2259 metri, che lo collocano al 1º posto tra i 404 comuni della Calabria.

## Storia
Il nome “Cerchiara” deriva dal fatto che il gruppo degli anziani saggi del borgo storico, intorno al 1534, erano soliti effettuare dei cerchi a terra. Si pensava che essi potessero portare fortuna, soprattutto in amore.
Secondo alcune teorie, Cerchiara sarebbe sorta laddove si trovava un insediamento di origine greca, il cui nome - Arponion - viene associato dalla tradizione ad Epeo, che avrebbe usato il legname dei boschi del monte Sellaro per realizzare il cavallo di Troia..
Durante la dominazione longobarda, Cerchiara si trovava ai confini meridionali del Ducato di Benevento. A questo periodo risale la costruzione di un sistema fortificato a strapiombo sulle gole del torrente Caldanello, fortezza che per via della propria posizione dominante su tutta la piana di Sibari costituiva un avamposto in caso di scorribande da parte dei bizantini di stanza a Rossano. Durante il periodo Normanno, fece parte della contea di Chiaromonte e un documento in greco custodito nella Badia di Cava dei Tirreni pubblicato dal Trinchera ci informa che faceva parte del sistema amministrativo Normanno ed il Signore che la governava nel 1175 era lo Strategoto normanno Ruggero Carrano.

### Simboli
L'emblema civico di Cerchiara di Calabria è costituito da uno scudo trinciato di azzurro e di bianco da una banda di rosso; un cervo a ridosso del profilo del monte Sellaro simboleggia la leggenda della Vergine delle Armi secondo la quale, nel 1450 alcuni cacciatori seguirono una cerva in una piccola grotta dove rinvennero due icone miracolose; la quercia richiama l'antico nome di Cerchiara, Querciara, ripreso anche dalla lettera iniziale Q, con il castello del Duca di Monteleone sullo sfondo. Il gonfalone è un drappo di azzurro.

## Monumenti e luoghi d'interesse

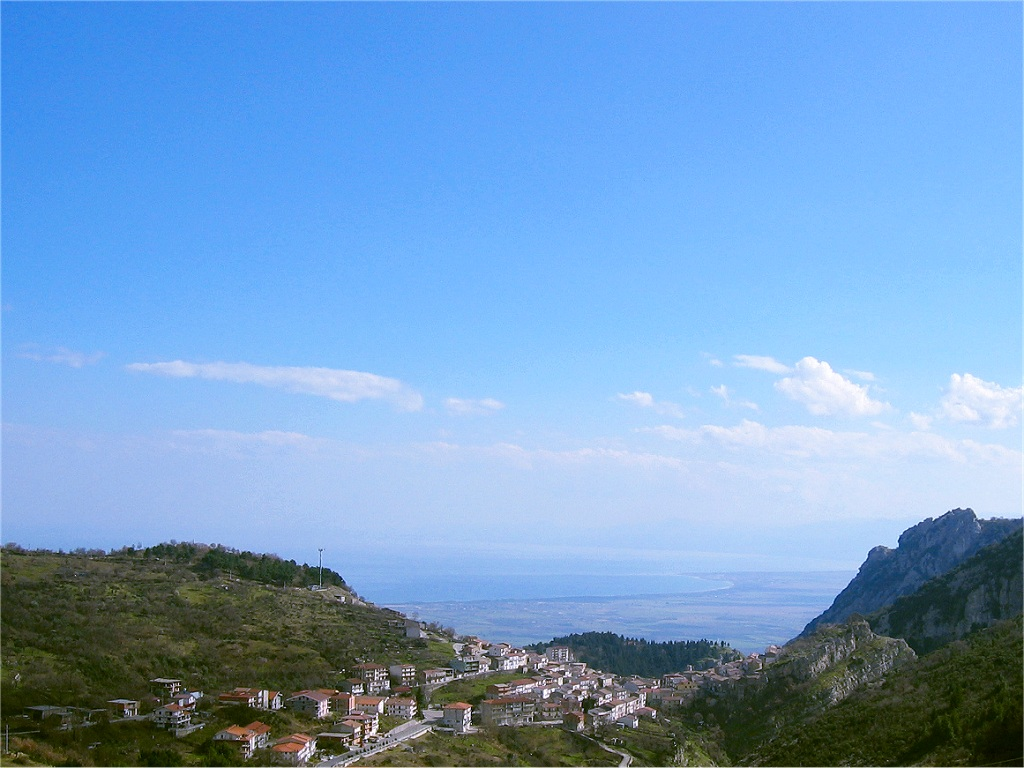
Panorama di Cerchiara

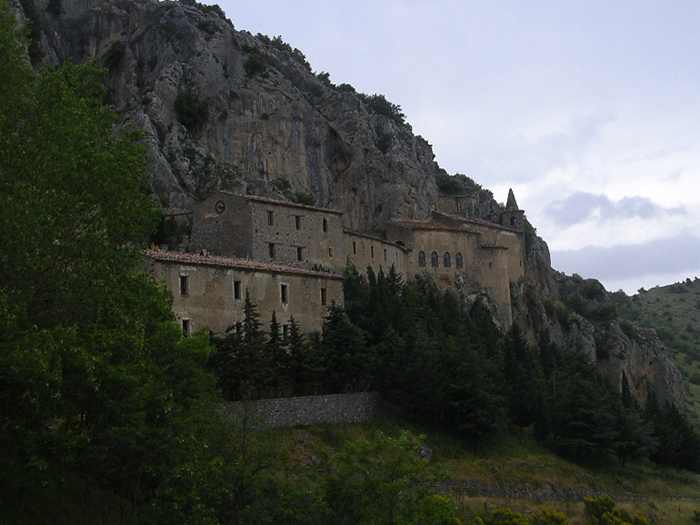
Il santuario della Madonna delle Armi

### Architetture religiose e civili
Immersa nel Parco nazionale del Pollino, Cerchiara di Calabria ospita nel suo territorio il santuario della Madonna delle Armi. Costruito nel Quattrocento, sui resti di un preesistente edificio di culto, è dedicato alla madonna delle Armi, di cui fu trovata una lastra di pietra con l'immagine naturale, non dipinta cioè dall'uomo (immagine acheropita), della madonna. Ampliata nel XVI-XVII secolo, col palazzo ducale ed altri edifici, conserva opere seicentesche ed affreschi del Settecento di scuola napoletana.

#### Palazzo Pignatelli
Nella frazione Piana si trova il Palazzo Pignatelli, che ha ospitato i signori feudatari di Cerchiara fino al 1932, costruito intorno ad una torre preesistente posta a difesa dell'abitato dalle incursioni saracene.

### Aree naturali

#### Grotte
Oltre alla grotta di Santa Maria, situata laddove fu edificato il santuario della Madonna delle Armi, il territorio di Cerchiara conserva altre grotte naturali.
- Grotta dei Bagni, poco fuori dal paese, ribattezzata nel 1959 "Grotta delle Ninfe" in onore alle divinità[7] di cui parla Omero[8]. Si tratta di un'antica fonte di acqua sulfurea che forma fanghi terapeutici e che sfocia oggi in una piscina termale. Nella grotta furono ritrovate numerose lucerne e monete di epoca romana.[9]
- Grotta dei Pipistrelli, localizzata nelle immediate vicinanze della Grotta dei Bagni.[6]
- Voragine San Marco, che deve il proprio nome all'omonimo gruppo speleologico che la esplorò.[6]
- Grotta "Serra del Gufo".[6]
- Grotta "Damala I", situata nelle vicinanze della grotta della "Serra del Gufo".[6]
- Abisso "Fossa del Lupo", detto anche "Abisso di Bifurto" (dal nome della Contrada che lo ospita),[6] grotta di 683 m di profondità[10] e set cinematografico del film Il buco.[11]

#### Ferrata del Caldanello
Nei pressi dei ruderi del Castello medievale, nelle ripide pareti della Gola del Caldanello, si può accedere alla prima via ferrata del Meridione, detta "Ferrata della Gravina" o "Ferrata del Caldanello", meta ormai sempre più frequentata da alpinisti e appassionati.

## Società

### Evoluzione demografica
Abitanti censiti

## Cultura

### Musei

#### Museo del Pane
A Cerchiara, celebre per la produzione di un pane tradizionale particolarmente apprezzato, è possibile visitare il Museo del Pane, in cui sono conservati vari strumenti, macchinari e macine della ruralità di un tempo, manichini che impersonano il mugnaio e il panettiere ed esempi di vere pagnotte di pane di Cerchiara.

## Amministrazione

### Gemellaggi
- Lurate Caccivio[13]